# Mörel
Mörel je bývalá obec v okrese Östlich Raron v německy mluvící části kantonu Valais (německy Wallis) ve Švýcarsku. V roce 2009 sloučením s obcí Filet vznikla nová obec Mörel-Filet. Do sloučení byl Mörel sídlem okresu.

## Geografie
Mörel je situován v malé zatáčce na pravém břehu řeky Rhôny.

## Historie
Mörel je poprvé zmiňován roku 1203 jako Morgi.

## Doprava
V Mörel jsou dolní stanice dvou lanovek do Riederalp, kde je vyloučen automobilový provoz. Z Riederalp je možno pokračovat s přestupem výše. V Mörel je také stanice vlaků Matterhorn Gotthard Bahn (bývalá Furka-Oberalp-Bahn). Pro automobily je Mörel přístupný po silnici číslo 19.